# Bruno Schweizer
Bruno Schweizer (* 3. Mai 1897 in Dießen am Ammersee; † 11. November 1958) war ein deutscher Sprachforscher. Er war Mitarbeiter der Forschungsgemeinschaft Deutsches Ahnenerbe und ist vor allem durch seine Grammatik der zimbrischen Sprache bekannt geworden.

## Leben
Bruno Schweizer entstammte einer Zinngießerfamilie aus Dießen. Er studierte in München und Freiburg Philologie und diente im Ersten Weltkrieg als Unteroffizier. Nach dem Krieg führte er sein Studium an der Universität Innsbruck weiter, wo er den Mundartforscher Josef Schatz kennenlernte. 1924 gründete er die Heimatvereinigung Ammersee und promovierte 1925 in Freiburg über „Dialekte des Lech-Isar-Landes“. 1928 wurde er auf Einladung von Ferdinand Wrede Mitarbeiter am Sprachatlas des Deutschen Reichs an der Universität Marburg. 1931 zog er von Marburg nach München, wo er 1933 Assistent von Karl Alexander von Müller am Institut zur Erforschung des deutschen Volkstums im Süden und Südosten bei der Universität München wurde. 1935 musste er das Institut jedoch verlassen, was er auf den Einfluss von Fritz Valjavec zurückführte. Im November 1937 wurde er Mitarbeiter des SS-Ahnenerbes. In dieser Zeit reiste er mehrmals nach Island, wo er die isländische Sprache erlernte.
Eine Studienfahrt nach Oberitalien zu den Sprachinseln der Zimbern führte zur Herausgabe der Grammatik der zimbrischen Sprache. In diesem Zusammenhang veröffentlichte er 1948 im Jahrbuch für vergleichende Volkskunde eine Abhandlung über „Die Herkunft der Zimbern“, worin die „Langobardentheorie des Zimbrischen“ aufgestellt wurde. Er bezeichnete die Zimbern als letzte Reste der langobardischen Nation und sah die Langobarden als die großen Vermittler zwischen dem Geisteshort des Altertums, der auf steril gewordenem Boden lag, und der folgenden, auch innerlich germanenbestimmten Zeit.
Umfangreich war er in Dießen und am Ammersee heimatgeschichtlich tätig, unter anderem mit der Zeitschrift Lech-Isar-Land ab 1925, einem Arbeitskreis der Ammersee-Heimatforscher nach dem Zweiten Weltkrieg und dem Flurnamenbuch für das südwestliche Ammerseegebiet. Das von ihm begonnene Dießener Häuserbuch wurde erst von Wilhelm Neu und Juliane Wörlein vollendet.